# Pactum Lotharii
El Pactum Lotharii es un acuerdo firmado el 23 de febrero de 840, entre la República de Venecia y el Imperio Carolingio, durante los respectivos gobiernos de Pietro Tradonico y Lotario I. Este documento fue uno de los primeros actos que atestiguaron la separación entre la naciente República de Venecia y el Imperio Bizantino: por primera vez el Dux, por iniciativa propia, emprendió acuerdos con el mundo occidental.
El tratado incluía el compromiso de los venecianos de ayudar al imperio en su campaña contra las tribus eslavas y, a cambio, garantizaba la neutralidad de Venecia y su seguridad frente a la tierra firme. Sin embargo, el tratado no puso fin a los saqueos eslavos, ya que en el año 846 se registraron aún ciudades amenazantes como la fortaleza de Carolea,  lo que subrayó el carácter más simbólico del pacto, ya que se limitaba a reiterar los acuerdos ya realizados en el pasado entre los dos imperios. Se refería a los derechos de uso de la tierra y la administración de la justicia.
También es un documento valioso que permite conocer con precisión el territorio del antiguo ducado veneciano. Los límites coincidían así con el antiguo límite de las lagunas (la más extensa de las corrientes), y la tierra firme llegaba hasta la abadía de San Hilario y la zona del antiguo Altinum.